# NGC 5629
NGC 5629 је лентикуларна галаксија у сазвежђу Волар која се налази на NGC листи објеката дубоког неба.
Деклинација објекта је + 25° 50' 57" а ректасцензија 14h 28m 16,1s. Привидна величина (магнитуда) објекта NGC 5629 износи 12,1 а фотографска магнитуда 13,1. Налази се на удаљености од 68,397 милиона парсека од Сунца. NGC 5629 је још познат и под ознакама UGC 9281, MCG 4-34-34, CGCG 133-65, PGC 51681.